# ティモ・ヒューバース
ティモ・ベルント・ヒューバース（Timo Bernd Hübers, 1996年7月20日 - ）は、ドイツ・ニーダーザクセン州ヒルデスハイム出身のサッカー選手。ブンデスリーガ・1.FCケルン所属。ポジションはDF。

## クラブ経歴
地元ヒルデスハイムのクラブチームを経て、2008年にハノーファー96のユースアカデミーに入所。2015年に1.FCケルンと契約し、2015-16シーズンはチームIIでプレー。2016年にハノーファーに再加入。2年間チームIIでプレーした後、2018年4月にトップチームに昇格。4月14日のVfBシュトゥットガルト戦でブンデスリーガ初出場。2017-18シーズンはトップリーグで5試合に出場。しかし、2018-19シーズン開幕前に左膝の前十字靱帯を断裂する重傷を負い、同シーズン全休。2部に降格した2019-20シーズン以降膝の負傷に苦しみながらも先発に定着。2020年末にはハノーファーとの契約延長を希望していると報じられたが、トップリーグ復帰まで至らなかった事もあり、2020-21シーズンで退団。
2021年6月3日、1.FCケルンに2023年までの契約で再加入。加入後最終ラインに定着し、2021-22シーズンのケルンの上位躍進に貢献。2022年4月にはプレミアリーグのチームからの関心も報じられた。